# Batalha de Massaguet
A Batalha de Massaguet, travada em 1 de fevereiro de 2008 durante a guerra civil chadiana, opôs as forças rebeldes da coalizão União das Forças para a Democracia e o Desenvolvimento (UFDD) de Mahamat Nouri, a UFDD-Fundamentale de Abdelwahid About Makaye e Acheikh ibn Oumar e o Agrupamento das Forças Democráticas (em francês:  Rassemblement des forces pour change, RFC) de Timan Erdimi, unida sob um comando militar unificado comandado pelo coronel Fizani Mahadjir, contra o Exército Nacional do Chade, comandado pelo presidente Idriss Déby.
Durante a batalha, o presidente Déby, que partiu com seus homens para Massaguet para tentar deter o avanço dos rebeldes, quase foi capturado.

## Contexto
Os acordos de paz assinados em Sirte, na Líbia, em 25 de outubro de 2007 entre as várias facções chadianas permaneceram letras mortas. Mahamat Nouri tentou uma ofensiva contra o governo chadiano em novembro. Nos dias 26 e 27 daquele mês, as suas tropas entraram em confronto com as forças do Exército Nacional do Chade, comandadas por Idriss Deby e sofreram um revés na batalha de Abou Goulem. Em Janeiro de 2008, os rebeldes voltaram a atacar, mas desta vez o RFC e o UFDD-Fondamentale juntaram-se à ofensiva e três colunas, cada uma composta por várias centenas de veículos todo-o-terreno, atravessaram a fronteira sudanesa e dirigiram-se a N'Djamena.

## Desenrolar
Em 1 de fevereiro, a força aérea francesa, que intervém em benefício do governo chadiano em missões de reconhecimento e de inteligência, avista uma coluna que se estende entre Ati e Ndjamena. Idriss Deby decide encontrá-la e bloquear seu caminho. As tropas inimigas colidem num primeiro confronto em Massakory. A batalha é extremamente árdua e se transforma em derrota para o  Exército Nacional do Chade.
As forças do Exército Nacional do Chade regressam a N'Djamena mas são interceptadas perto de Massaguet por outras unidades rebeldes. O presidente Idriss Deby quase foi capturado. A batalha foi um desastre para o Exército Nacional do Chade, que perdeu notavelmente seu Chefe do Estado Maior, general Daoud Soumaïn, morto a bordo de seu veículo.

## Resultados
A vitória dos rebeldes permite que continuem avançando em direção a Ndjamena. No dia 2 de fevereiro, as três colunas fizeram a sua junção e chegaram em frente à capital e a batalha de N'Djamena tem inicio.